# رمانة (شمال سيناء)
رمانة تعرف بالإنجليزية باسم روماني (Romani)، إحدي القرى التابعة لمركز بئر العبد بمحافظة شمال سيناء. وتقع على بعد 35 كيلو من مدينة بئر العبد وعلى بعد 40 كيلو من مدينة القنطرة شرق وحوالي أكثر من أربعة كيلومتر من الحافة الغربية لبحيرة البردويل، تتبع القرية قسم رمانة وهي أكبر القرى التابعة لمدينة بئر العبد.
كانت القرية موقعاً لمحطة سكة حديدية ولعبت دوراً هاماً في حملة سيناء وفلسطين خلال الحرب العالمية الأولى عام 1916، كما كانت موقعاً هاماً خلال حروب 56 و67 و73.
وفى الوقت الراهن تجرى استعدادات إدارية بشمال سيناء لتحويل القرية لمدينة سابعة بالمحافظة حيث انها تحيط بقرى كثيرة مثل بالوظة، الاحرار، الشهداء، 6 أكتوبر، الكرامة، رابعة، قاطية، قطية ونجيلة.

## تاريخها

### خلال الحرب العالمية الأولى

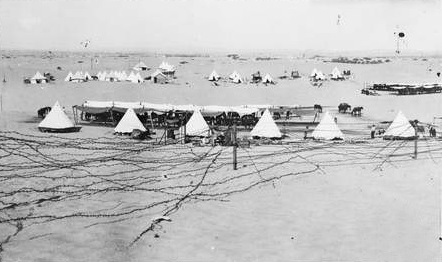
معسكر القوات الأسترالية قرب رمانة، 1916

حاول العثمانيون قطع طريق المواصلات البريطانية المار عبر قناة السويس في 1915 خلال الحرب العالمية الأولى، عبر تجهيز قوة عثمانية-ألمانية مشتركة تقدمت عبر سيناء قادمة من خلال فلسطين لكنها مُنيت بالهزيمة فيما عرف بحملة ترعة السويس الأولى. وعقب خسارة حملة جاليبولي، شكل البريطانيون قوة عسكرية باسم قوة التجريدة المصرية تحت قيادة السير أرشيبالد موراي في حملة عسكرية انتهت بطرد القوات العثمانية من سيناء وفلسطين.
وعند رمانة أقام البريطانيون خطاً دفاعياً كما أمدوا خطاً للمياه والسكة الحديدية وفي أبريل 1916 وصلت القوات العثمانية بقيادة الجنرال الألماني كريس فون كرسنشتاين إلى قاطية على بعد 7 أميال من رمانة وخلال معركة قاطية شنوا هجوماً مفاجئاً على القوات البريطانية واستطاعت دحرها مما أجبر البريطانيون على الانسحاب من رمانة باتجاه قناة السويس، لحين تنظيم صفوفهم وفي أوائل أغسطس استطاع البريطانيون بقيادة هاري شوفيل من هزيمة العثمانيون خلال معركة رمانة، شكلت المعركة نقطة تحول خلال حملة سيناء وفلسطين وأولى انتصارات البريطانيين البرية الكبرى خلال الحرب التي أوقفت تهديد العثمانيين لخطوط المواصلات البريطانية المارة عبر قناة السويس وبداية النهاية للوجود العثماني في سيناء ثم فلسطين.

### خلال حرب السويس
في 2 نوفمبر 1956، خلال حرب العدوان الثلاثي، احتلت وحدات من الجيش الإسرائيلي، تابعة للواء 27 بقيادة حاييم بارليف القرية. واستمرت القوة الإسرائيلية في تقدمها غرباً على المحور الشمالي حتى توقفت على بعد 15 كم من قناة السويس.

### خلال حرب 67
خلال حرب 1967، تقدمت قوة إسرائيلية تعرف باسم قوة جرانيت نحو القنطرة لاحتلالها، وفي طريقها احتلت رمانة، ضمت القوة أيضاً لواء مظليين، تحت قيادة رفائيل إيتان، الذي أصيب بجروح خطيرة في الرأس أثناء محاولته احتلال المنطقة.

### خلال حرب الاستنزاف
بعد الاحتلال الإسرائيلي لسيناء نصب الإسرائيليون بطاريات دفاع جوي طراز هوك في رمانة وفي 11 يوليو بعد انتهاء حرب 67 بشهر، اشتبكت قوة بحرية إسرائيلية مؤلفة من المدمرة الإسرائيلية إيلات وزورقي طوربيد إسرائيليين مع زورقي طوربيد مصريين في معركة بحرية غير متكافئة قبالة ساحل رمانة، انتهت بغرق الزورقيين المصريين.
وفي ليلة 8 نوفمبر 1969، استهدفت المدمرتان «دمياط» و«ناصر» تجمعات القوات الإسرائيلية في رمانة وبالوظة بنيران مدفعيتهما وانسحبتا تحت جنح الظلام دون خسارة.

### خلال حرب أكتوبر
خلال الضربة الجوية المصرية في المرحلة الافتتاحية لحرب أكتوبر قصفت طائرات ميج-17 بطاريات صواريخ هوك في رمانة، في اليوم التالي جرى إبرار سرية صاعقة مصرية من الكتيبة 73 تقدر بمئة مقاتل بواسطة المروحيات بقيادة النقيب حمدي شلبي علي محور العريش - القنطرة شرق بالقرب من رمانة لتعطيل تقدم الفرقة 162 مدرع الاحتياطي التعبوي الإسرائيلي نحو رؤوس الكباري في القنطرة والفردان.
نصبت قوة الصاعقة كميناً للقوات الإسرائيلية وكبدتها خسائر كبيرة في المعدات قبل أن تتدخل عناصر من وحدة شاكيد وتقضي على أغلب القوة المصرية، خلال المعركة نجحت القوة المصرية في غلق الطريق لفترة طويلة بينما يدعي الجانب الإسرائيلي أن المعركة عطلت القوات الإسرائيلية لثلاث ساعات.

## التقسيم الإداري والنشاط الاقتصادي
تتبع القرية قسم رمانة التابع لمدينة بئر العبد ويشمل بالإضافة إلى رمانة قرى نجيلة، السلام، أم عقبة، قطية، قاطية، الجناين، المريح، رابعة، الكرامة، 6 أكتوبر، رمانة، الشهداء، الأحرار، الشوحط وبالوظة ويقدر عدد سكان القسم بنحو 43,313 نسمة حسب إحصائية 2017.
يعمل الغالبية العظمى من السكان بالوظائف الحكومية بينما يعمل آخرون في مجالات أخرى أهمها الزراعة حيث تكثر الزراعات الحقلية في منطقة رمانة وكذلك زراعة الأشجار المعمرة الأخرى حيث تشتهر منطقة رمانة بثمار الزيتون عالية الجودة وبانتشار معاصر استخراج زيت الزيتون والصناعات القائمة عليه كما بوجود مساحات واسعة من أشجار النخيل بمختلف أنواعه مثل نخيل العامري والسماني والكبوشي وبنات عيشة والدويكي والحياني. كما يمتهن عدد كبير من السكان مهنة الصيد عند ساحل رمانة وبحيرة البردويل ولكن بصفة موسمية نظراً لمنع الصيد بالبحيرة في أوقات عديدة بقوانين حماية البيئة ويقوم القلة من السكان برعي الأغنام والإبل والزراعات الموسمية على مياة الأمطار.
وتعتبر رمانة ذات واجهه سياحية تتمثل في شاطئ ساحل رمانة علي البحر المتوسط.